# Louis Fourestier
Louis Félix André Fourestier (Montpellier, 31 maggio 1892 – Boulogne-Billancourt, 30 settembre 1976) è stato un direttore d'orchestra, compositore, docente e violoncellista francese, nonché uno dei fondatori dell'Orchestre Symphonique de Paris.

## Gli esordi, le composizioni e i premi
Fourestier nacque a Montpellier, dove studiò violoncello al conservatorio locale. Entrò al Conservatorio di Parigi nel 1909 e fu allievo di Alexandre Guilmant, Paul Dukas, André Gedalge, Paul Vidal, Xavier Leroux (armonia) e Vincent d'Indy (direzione d'orchestra), vincendo premi per armonia e contrappunto. Nel 1924 vinse il Prix Rossini per la sua cantata Patria. Seguì il Prix de Rome nel 1925 per un'altra cantata, La mort d'Adonis, e nel 1927 il Primo Gran Premio per il poema sinfonico Polynice.

## Carriera come direttore d'orchestra
Di ritorno da Roma, Fourestier fu ingaggiato come violoncellista all'Opéra-comique. La sua carriera di direttore d'orchestra iniziò nel 1927, quando assunse la direzione dell'orchestra per una rappresentazione della Cavalleria rusticana di Pietro Mascagni, e nello stesso anno fu nominato direttore principale, lasciando la compagnia nel 1932. Successivamente diresse varie orchestre a Parigi e altrove (Angers, Cannes e Vichy).
Nel 1928 fondò l'Orchestre Symphonique de Paris insieme a Ernest Ansermet e Alfred Cortot, prima di cedere il posto a Pierre Monteux. Nel 1938 succedette a Philippe Gaubert come direttore principale dell'Opéra national de Paris, dove rimase fino al 1965.
Dopo la seconda guerra mondiale Fourestier apparve come direttore ospite in Spagna, Germania, Italia e Svizzera. Dal 1946 al 1948 diresse trentadue rappresentazioni di Lakmé, Carmen, Faust, Manon e Louise al Metropolitan Opera House di New York e in tournée. Tra i cantanti figuravano Licia Albanese, Lily Pons, Dorothy Kirsten, Bidu Sayão, Risë Stevens, Jennie Tourel, Jussi Björling, John Brownlee, Mack Harrell, Jerome Hines, Raoul Jobin, Robert Merrill, Ezio Pinza e Ramón Vinay.

## Professore di direzione d'orchestra e gli ultimi anni
Dal 1945 al 1963 Fourestier è stato professore di direzione d'orchestra al Conservatorio di Parigi. Tra i suoi allievi figurano Louis Frémaux, Pierre Rolland, Yves Prin e Allain Gaussin. All'età di 82 anni diresse nella Chiesa della Madeleine una celebrazione per il 60° anniversario della morte di Gabriel Fauré.
Morì due anni dopo nel sobborgo parigino di Boulogne-Billancourt.